# Палутино (Вологодская область)
Палутино — деревня в Кичменгско-Городецком районе Вологодской области.
Входит в состав Енангского сельского поселения, с точки зрения административно-территориального деления — в Нижнеентальский сельсовет.
Расстояние до районного центра Кичменгского Городка по автодороге составляет 70 км, до центра муниципального образования Нижнего Енангска по прямой — 17 км. Ближайшие населённые пункты — Матино, Кекур, Подол, Гарь, Мондур, Татариново, Рассомахино.
Население по данным переписи 2002 года — 3 человека.